# Before Midnight
Before Midnight är en amerikansk independentfilm från 2013 i regi av Richard Linklater. Den utgör tredje delen i en romantisk dramatrilogi som inleddes 1995 med Bara en natt och fortsatte 2004 med Bara en dag. 

## Handling
I Before Midnight återser tittaren rollfigurerna Jesse och Céline efter nio år och under mognare omständigheter. De är nu föräldrar till ett par sjuåriga tvillingdöttrar och bor i Paris. Jesse arbetar på sin fjärde roman, medan Céline är anställd inom en fransk miljöorganisation. Under en sista semesterdag i trakten av grekiska Kalamata i Messenien får vi följa parets konfliktladdade känslor och tankegångar kring bland annat manligt-kvinnligt, föräldraskap, arbete, tid, kommunikation, sex, otrohet, framtiden, vänskap, själsfrändskap, död och kärlek tillsammans med några nyblivna, grekiska vänner men även på tu man hand.

## Skådespelare i urval
- Ethan Hawke
- Julie Delpy
- Athina Rachel Tsangari
- Ariane Labed
- Xenia Kalogeropoulou
- Walter Lassally
- Charlotte Prior
- Jennifer Prior
- Seamus Davey-Fitzpatrick

## Trilogins stildrag
Regissören Richard Linklater svarar för manus tillsammans med huvudrollsinnehavarna Julie Delpy och Ethan Hawke, liksom i åtminstone föregående del. Ytterligare typiska stildrag för filmerna är en framträdande dialog, liksom långa oklippta tagningar, där den skenbart improviserade men ytterst välrepeterade dialogen flyter ledigt och lätt. Filmdelarna utspelar sig också alla under en enda dag med nio år mellan varje. Filmcitat är inte heller ovanligt. I Before Midnight förekommer till exempel en scen där huvudpersonerna avnjuter en solnedgång på ett liknande vis som det nyförälskade paret i slutet av Éric Rohmers film Le Rayon vert (1986).
Vad som skiljer Before Midnight från de två föregående filmerna är bland annat att fler rollkaraktärer medverkar.

## Den kvinnliga huvudrollens förebild
Efter en lång tacklista bland eftertexterna till Before Midnight står In Memory / Amy Lehrhaupt. Hon lär vara den kvinna som regissören Richard Linklater utgick från när han skapade den kvinnliga huvudrollen. Liksom huvudpersonerna i den första filmen hade de tillbringat en natt tillsammans, inte i Wien men i Philadelphia, och därefter förlorat kontakten. I maj 1994, strax innan inspelningarna av den första filmen Bara en natt började, omkom Amy Lehrhaupt (1969–1994) i en mc-olycka. Detta fick Richard Linklater veta först 2010.

## Festivalvisningar
Before Midnight hade världspremiär vid Sundance Film Festival den 20 januari 2013. Den visades även på bland andra Berlins filmfestival (utom tävlan), International Istanbul Film Festival, Tribeca Film Festival och San Francisco International Film Festival. I Sverige visades den exklusivt på Way Out West i augusti.

## Svensk premiär och distribution
Filmen hade svensk premiär den 20 september 2013. Filmen distribueras i Sverige av NonStop Entertainment.